# Realp
Realp este o comunitate politică în cantonul Uri, Elveția.

## Date geografice
Localitatea se află în partea vestică a văii Ursern sub Pasul Furka. De comună aparțin mai multe sate și cătune alpine, cea mai importantă dintre ele fiind Tiefenbach (2.106 m.). Timp îndelungat comuna Realp a fost una din regiunile evețiene cele mai periclitate de avalanșe. Localități învecinate sunt Oberwald, Göschenen, Hospental, Airolo și Bedretto.

## Date demografice
Cea mai mare a locuitorilor sunt oameni în vârstă. Numai un procent de 14,38 % din locuitori sunt sub 20 de ani. 
La recensămntul din 2009 comuna avea 150 loc. răspândiți pe o suprafață de 77.97 km².
Între anii 1980 și 2000 a avut loc un exod mai al populației tinere, care au părăsit comuna. Limba vorbită este alemana un dialect german. La recensământul din 2000, un procent de 100 % au declarat germana ca limbă maternă. La început în localitate erau numai romano-catolici, însă în anul 2000 erau 142 persoane (97 %) catolici și 3 % reformați. 
| Evoluția nr. de loc. | Evoluția nr. de loc. |
| Anul                 | Nr. locuitori        |
| -------------------- | -------------------- |
| 1850                 | 203                  |
| 1880                 | 232                  |
| 1888                 | 193                  |
| 1900                 | 208                  |
| 1941                 | 242                  |
| 1950                 | 186                  |
| 1960                 | 268                  |
| 1970                 | 205                  |
| 1980                 | 308                  |
| 1990                 | 181                  |
| 2000                 | 146                  |
| 2005                 | 161                  |

| Vârsta  | 0–6 ani | 7–15 ani | 16–19 ani | 20–29 ani | 30–44 ani | 45–59 ani | 60–79 ani | 80 ani și peste 80 |
| Număr   | 5       | 15       | 1         | 16        | 25        | 38        | 39        | 7                  |
| Procent | 3,42 %  | 10,27 %  | 0,68 %    | 10,96 %   | 17,12 %   | 26,03 %   | 26,71 %   | 4,79 %             |

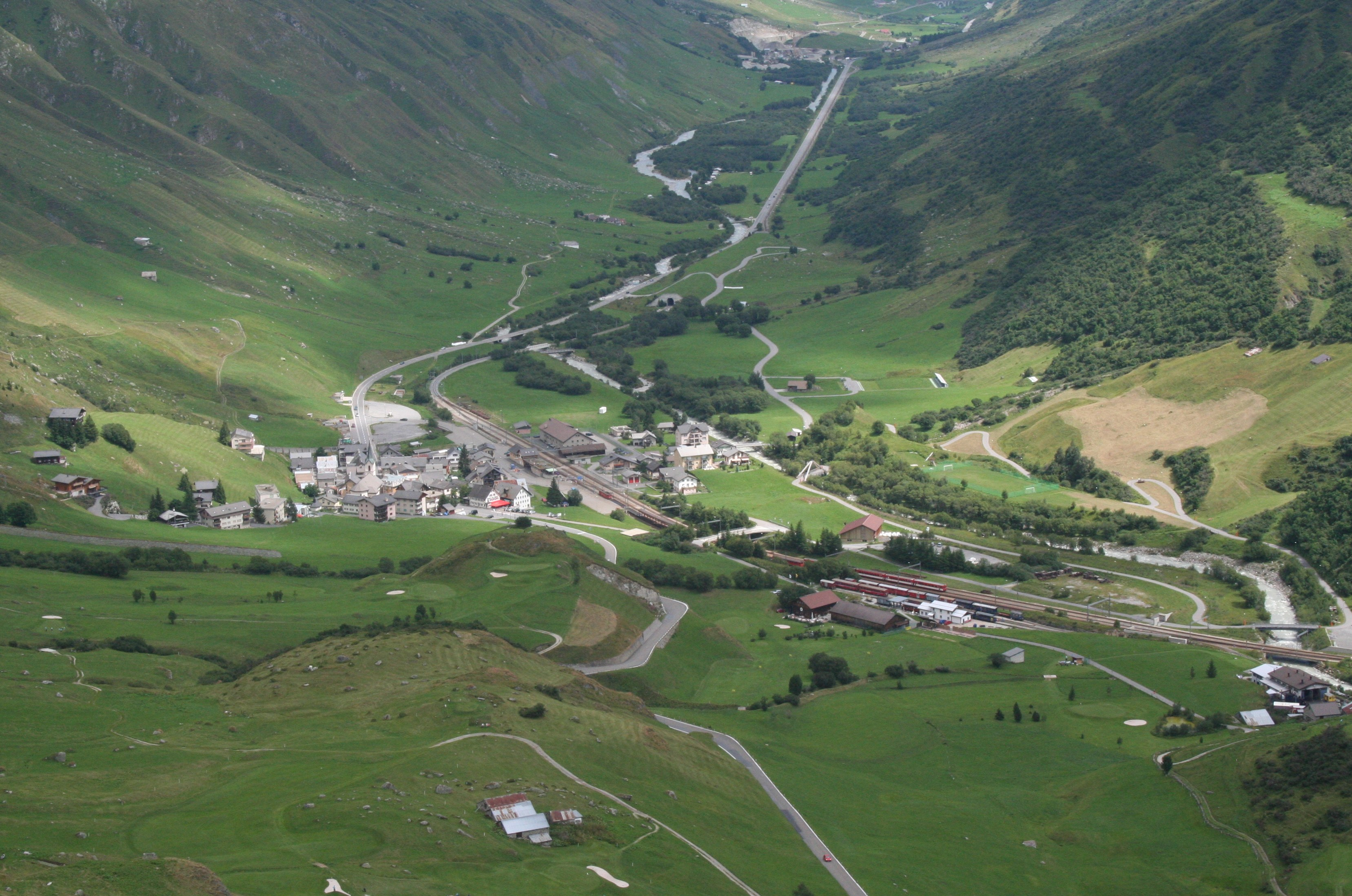
Realp

La recensământul din 2005, 154 (96 %) aveau cetățenia elvețiană, la aceștia s-au adăugat emigranți din Germania și Croația.